# Mizuho Undōjō Higashi (metropolitana di Nagoya)
Mizuho Undōjō Higashi (瑞穂運動場東駅?, Mizuho Undōjō Higashi-eki) è una stazione della metropolitana di Nagoya situata nel quartiere di Mizuho-ku, a Nagoya, ed è servita dalla linea Meijō. Il nome deriva dal centro sportivo Mizuho, servito fra l'altro anche dalla stazione di Mizuho Undōjō Higashi della linea Sakura-dōri.

## Linee
Metropolitana di Nagoya
 Linea Meijō

## Struttura
La stazione è sotterranea, e possiede un marciapiede a isola con due binari passanti. La mattina alcuni treni inoltre partono da questa stazione, ed è quindi presente un binario di ricovero in direzione Yagoto.
| 1 | Linea Meijō | per Yagoto, Motoyama e Ōzone |
| 2 | Linea Meijō | per Aratama-bashi e Kanayama |

## Stazioni adiacenti
| «                    | Servizio    | »             |
| Linea Meijō          | Linea Meijō | Linea Meijō   |
| -------------------- | ----------- | ------------- |
| Sōgō Rihabiri Center | -           | Aratama-bashi |